# Firmiana major
Firmiana major là một loài thực vật có hoa trong họ Cẩm quỳ. Loài này được (W.W.Sm.) Hand.-Mazz. mô tả khoa học đầu tiên năm 1923.